# Limoniastrum ifniense
Limoniastrum  ifniense o salado de Ifni es un arbusto de la familia de las plumbagináceas.

## Descripción
Arbusto perennifolio, hermafrodita, de hasta 2 m de altura, muy ramoso, de porte irregular, con tallos y ramas erguidas. El aspecto de este arbusto es verde-amarillento no blanco-ceniciento como Limoniastrum monopetalum y Limoniastrum guyonianum. Corteza pardo-grisácea, ramillas más jóvenes verdes o rojizas. Hojas espatuladas u oboval-espatuladas, con terminación redondeada, emarginada o aguda, estrechándose progresivamente hacia la base, donde de nuevo se ensanchan para sujetarse al tallo, al cual no abrazan por completo cuando aparecen agrupadas en densas rosetas, pero si lo abrazan enteramente cuando aparecen solitarias en las ramillas más jóvenes que salen de la roseta.
Inflorescencia sin hojas muy ramosa, con flores blancas. Cáliz tubular, no anguloso, con 5 pequeños dientes terminales, rosáceo, se halla en parte en el interior de una bráctea que apenas deja ver su mitad superior. Corola  de una sola pieza, parte inferior tubular. Su contorno es oboval. Florece en marzo-octubre y fructifica en mayo-noviembre.
Fruto diminuto oval, membranáceo situado en el interior del cáliz persistente.

## Hábitat
Terrenos limoso-arenosos, depresiones del terreno donde existe una mayor humedad edáfica, en zonas desérticas y subdesérticas  costeras.

## Distribución
Endemismo del norte de África. Sahara occidental: desde Ifni hasta la región de Zemmour, llegando por el este hasta el suroeste de Argelia y extremo norte de Mauritania a través de la región del Drâa, en su cuenca baja
y en Saquiat al Hamra.

## Taxonomía
Sinonimia
- Limoniastrum malenconianum Maire & Wilczek[1]